# Zetzwil
Zetzwil (in der regionalen schweizerdeutschen Mundart Zetzbu [ˈtsɛtsbʊ]) ist eine Einwohnergemeinde im Schweizer Kanton Aargau. Sie gehört zum Bezirk Kulm und liegt im oberen Wynental.

## Geographie
Das Landschaftsbild um Zetzwil wird geprägt durch die markante, durchschnittlich zwanzig Meter hohe Endmoräne, die sich beinahe im rechten Winkel über die gesamte Breite des Wynentals erstreckt. Sie entstand während der Würmeiszeit beim Rückzug des Reussgletschers. Nach Ende der Eiszeit staute die Moräne einen flachen See, der verlandete, als die Wyna das Hindernis durchbrochen hatte. Jahrtausendelang lag hier ein ausgedehntes Sumpfgebiet, das Gontenschwiler Moos, das erst während des Ersten Weltkrieges trockengelegt wurde. Das Dorf selbst liegt am östlichen Rand der Talebene unterhalb der Moräne, an jener Stelle, wo zwei kleine Bäche in die Wyna münden. In Richtung Norden erhebt sich die bis zu 747 Meter hohe Wandfluh, in Richtung Osten erstreckt sich ein kleines Seitental hinauf zur Eichhalde (771 m ü. M.), zum Tätschbüel (715 m ü. M.) und zum Homberg (787 m ü. M.). Diese Hügel bilden die natürliche Grenze zum Seetal. An den Berghängen liegen ein paar verstreute Einzelhöfe.
Die Fläche des Gemeindegebiets beträgt 580 Hektaren, davon sind 223 Hektaren bewaldet und 66 Hektaren überbaut. Der höchste Punkt befindet sich auf 785 Metern knapp unter dem Gipfel des Hombergs, der tiefste auf 494 Metern an der Wyna. Nachbargemeinden sind Dürrenäsch und Leutwil im Norden, Birrwil im Osten, Reinach im Südosten, Leimbach im Süden, Gontenschwil im Südwesten sowie Oberkulm im Nordwesten.

## Geschichte
Die Gegend um Zetzwil war bereits während der Jungsteinzeit besiedelt, als sich Menschen am Ufer des damaligen Sees niederliessen. Die von den Alamannen gegründete Siedlung wurde erstmals im Jahr 1173 als Zeinhwile in einem Schutzbrief erwähnt, den Kaiser Friedrich I. «Barbarossa» dem Stift Beromünster ausstellte. Der Ortsname stammt vom althochdeutschen Zezinwilari und bedeutet «Hofsiedlung des Zezo». Im Mittelalter lag das Dorf im Herrschaftsbereich der Grafen von Lenzburg, ab 1173 in jenem der Grafen von Kyburg. Nachdem diese ausgestorben waren, übernahmen die Habsburger 1273 die Landesherrschaft und die Blutgerichtsbarkeit.

Historisches Luftbild von Werner Friedli von 1964

Güter in Zetzwil besassen neben dem Stift Beromünster auch das Kloster Engelberg, die Herren von Hünenberg und die Herren von Reinach. Letztere besassen vor 1300 zwei Drittel der niederen Gerichtsbarkeit, das letzte Drittel gehörte der Herrschaft Rued. Ab Mitte des 14. Jahrhunderts gehörten Zwing und Bann zur Herrschaft Trostburg. 1415 eroberten die Eidgenossen den Aargau. Zetzwil gehörte nun zum Untertanengebiet der Stadt Bern, dem so genannten Berner Aargau. 1528 führten die Berner die Reformation ein. 1616 gelangte die Herrschaft Trostburg mitsamt Zetzwil zum Amt Lenzburg. Im März 1798 nahmen die Franzosen die Schweiz ein, entmachteten die «Gnädigen Herren» von Bern und riefen die Helvetische Republik aus. Zetzwil gehört seither zum Kanton Aargau.
1850 hatte die Gemeinde fast gleich viele Einwohner wie heute. Doch wegen fehlender Verdienstmöglichkeiten zogen bis 1900 fast vierzig Prozent aller Einwohner weg, nicht wenige davon wanderten nach Übersee aus. Erst die Gründung von drei Zigarrenfabriken um die Jahrhundertwende und die Eröffnung der Wynentalbahn am 5. März 1904 konnten den Niedergang aufhalten. In der Folge stieg die Zahl der Einwohner wieder kontinuierlich an. Gleichzeitig wandelte sich das einst landwirtschaftlich geprägte Dorf zu einer Wohngemeinde, die sich heute an den grösseren Regionalzentren orientiert.

## Wappen

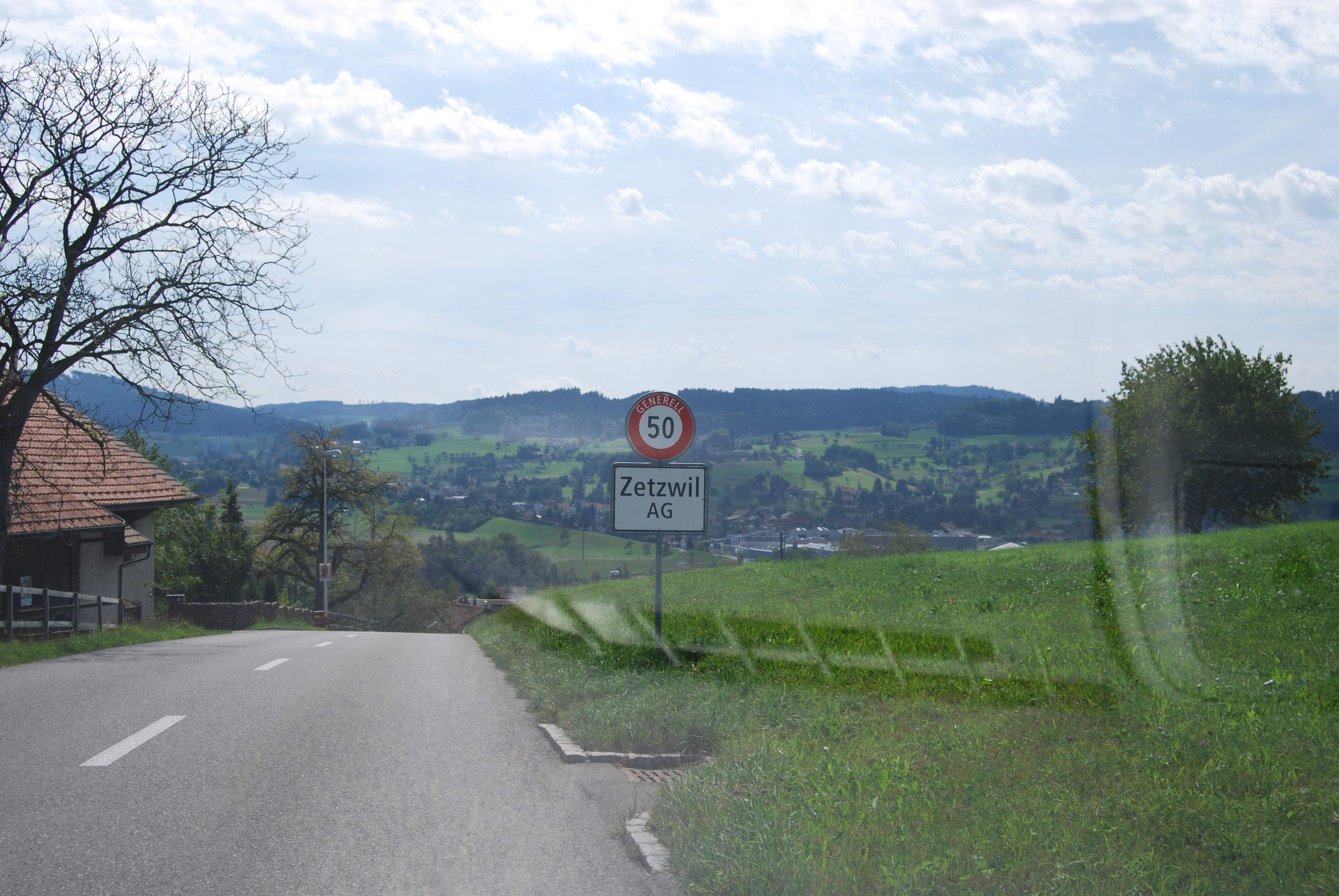
Dorfeingang von Zetzwil

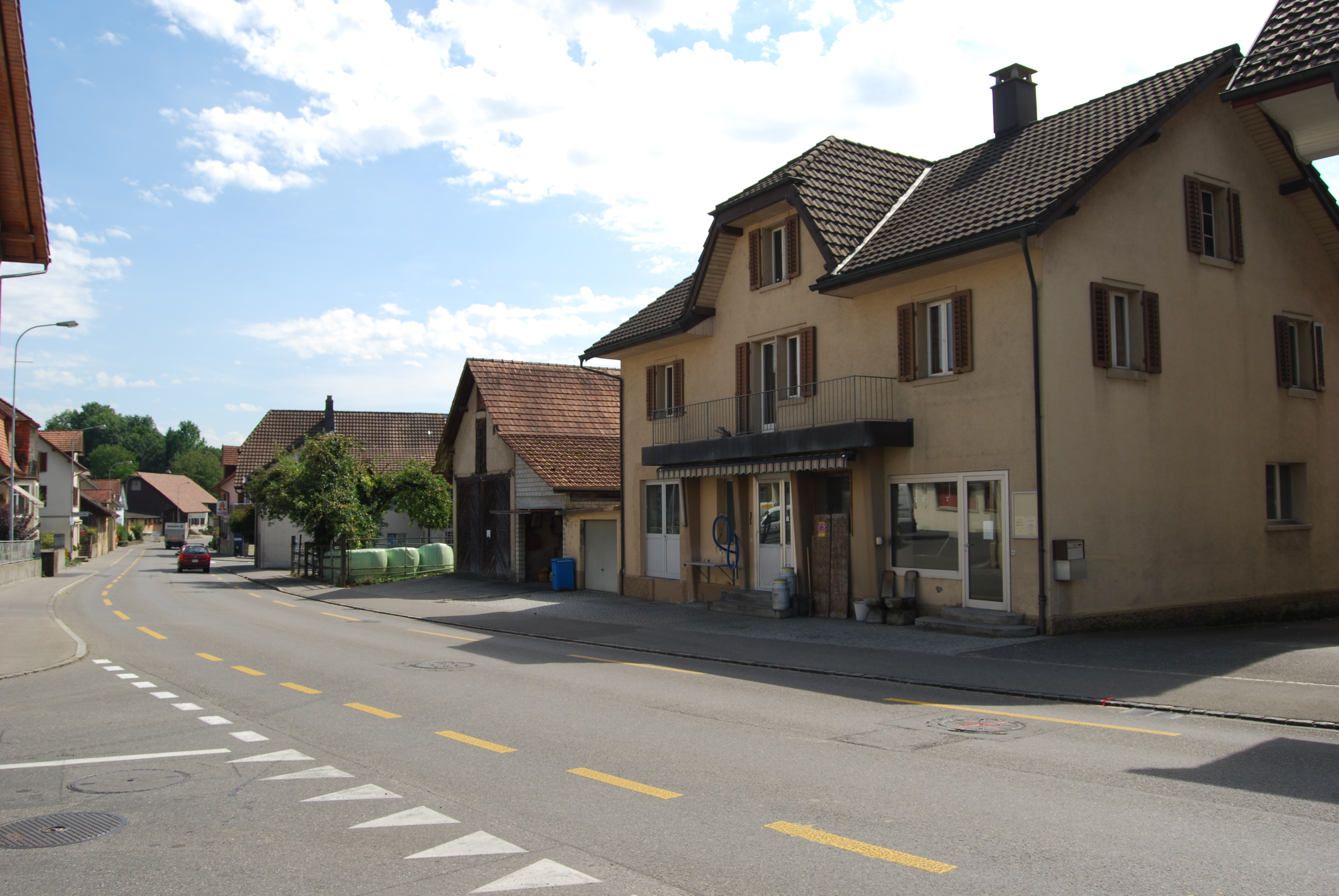
Dorfzentrum

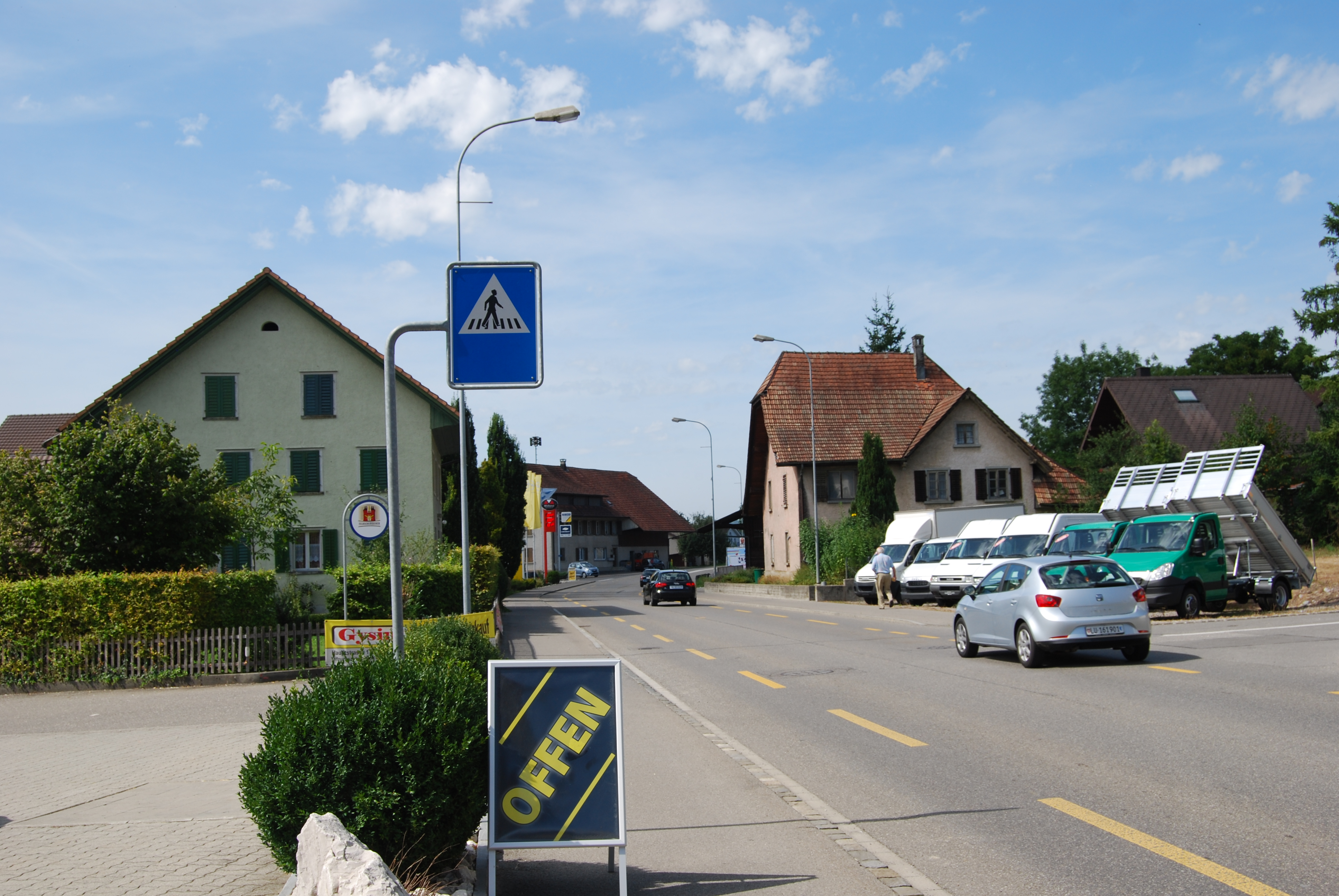
Dorfzentrum

Die Blasonierung des Gemeindewappens lautet: «In Blau über grünem Dreiberg gewendete weisse Pflugschar, im Schildhaupt beseitet von zwei fünfstrahligen weissen Sternen.» Erstmals abgebildet war dieses Wappen auf dem Gemeindesiegel von 1872, damals allerdings mit zwei Sternen. Nachdem die Pflugschar zu Beginn des 20. Jahrhunderts die Form einer Pfeilspitze angenommen hatte, kehrte die Gemeinde 1992 zur älteren Form zurück.

## Bevölkerung
Die Einwohnerzahlen entwickelten sich wie folgt:
| Jahr      | 1764 | 1803 | 1850 | 1900 | 1930 | 1950 | 1960 | 1970 | 1980 | 1990 | 2000 | 2010 | 2020 |
| Einwohner | 573  | 840  | 1226 | 748  | 849  | 871  | 848  | 1033 | 1048 | 1214 | 1245 | 1246 | 1363 |

Am 31. Dezember 2023 lebten 1394 Menschen in Zetzwil, der Ausländeranteil betrug 13,6 %. Bei der Volkszählung 2015 bezeichneten sich 51,1 % als reformiert und 15,0 % als römisch-katholisch; 33,9 % waren konfessionslos oder gehörten anderen Glaubensrichtungen an. 95,8 % gaben bei der Volkszählung 2000 Deutsch als ihre Hauptsprache an sowie je 0,9 % Italienisch und Serbokroatisch.

## Politik und Recht
Die Versammlung der Stimmberechtigten, die Gemeindeversammlung, übt die Legislativgewalt aus. Ausführende Behörde ist der fünfköpfige Gemeinderat. Er wird im Majorzverfahren vom Volk gewählt, seine Amtsdauer beträgt vier Jahre. Der Gemeinderat führt und repräsentiert die Gemeinde. Dazu vollzieht er die Beschlüsse der Gemeindeversammlung und die Aufgaben, die ihm vom Kanton zugeteilt wurden. Für Rechtsstreitigkeiten ist in erster Instanz das Bezirksgericht Kulm zuständig. Zetzwil gehört zum Friedensrichterkreis IX (Unterkulm).

## Wirtschaft
In Zetzwil gibt es gemäss der im Jahr 2015 erhobenen Statistik der Unternehmensstruktur (STATENT) rund 580 Arbeitsplätze, davon 7 % in der Landwirtschaft, 26 % in der Industrie und 67 % im Dienstleistungsbereich. Der mit Abstand wichtigste Arbeitgeber ist die Stiftung Schürmatt der reformierten Landeskirche, die geistig und mehrfach behinderte Kinder und Erwachsene betreut. Neben einem Wohnheim unterhält die Stiftung mobile und ambulante Dienste, heilpädagogische Sonderschulen und geschützte Arbeitsstätten. Der industrielle Sektor beschränkt sich auf einige Gewerbebetriebe, seitdem 1988 die letzte Zigarrenfabrik ihre Produktion einstellte. Viele Erwerbstätige sind Wegpendler und arbeiten in den grösseren Nachbardörfern wie Reinach oder Unterkulm.

## Verkehr
Durch das Dorf verläuft die Hauptstrasse 23 von Aarau über Beromünster nach Sursee; die Kantonsstrasse 332 führt über Gontenschwil in Richtung Sursee, die Kantonsstrasse 340 über die Wandfluh und Leutwil ins Seetal. 

### Öffentlicher Verkehr
Der Anschluss an das Netz des öffentlichen Verkehrs erfolgt durch eine Station der Wynentalbahn.
- S 14 Menziken – Aarau – Schöftland (WSB)

An Wochenenden verkehrt ein Nachtbus vom Bahnhof Aarau durch das Wynental nach Menziken.
- N24 Aarau Bahnhof – Telli – Buchs AG – Suhr – Gränichen – Teufenthal – Unterkulm – Oberkulm – Gontenschwil – Reinach AG – Menziken

## Bildung
Die Gemeinde verfügt über einen Kindergarten und ein Schulhaus, in dem die Primarschule unterrichtet wird. Die Realschule und die Sekundarschule können in Gontenschwil oder Reinach besucht werden, die Bezirksschule in Reinach oder Unterkulm. Die nächstgelegenen Gymnasien sind die Alte Kantonsschule und die Neue Kantonsschule, beide in Aarau.

## Persönlichkeiten
- Phoebe Stänz (* 1994), Eishockeyspielerin